# 化学元素発見の年表
化学元素発見の年表（かがくげんそはっけんのねんぴょう）は、元素を発見順に並べた年表である。
いくつかの元素は先史時代からすでに知られており、それについては正確な発見の年は不明であるが、その他の歴史時代以降に発見された元素の多くは、発見された年が歴史に記録されている。

## 古代
- 古代 - 炭素、金、銀、銅、硫黄、スズ、鉛、水銀、鉄

人類は紀元前3,000年から4,000年頃には隕鉄から鉄器を製造していたようだが、製鉄技術は紀元前1500年頃のヒッタイト王国（ハッティ）に興った。

## 9世紀
年表：9世紀
- 1000年頃 - 亜鉛は中国やインドでは既に認識されており、インドで12世紀には不完全ながらも単離されていた。ヨーロッパでは1526年、錬金術師パラケルスス（スイス）により発見。

## 13世紀
年表：13世紀
- 1250年 - ヒ素はアルベルトゥス・マグヌス（ドイツ）により発見。また、発見者が特定される最初の元素である[1]。

## 15世紀
年表：15世紀
- 1450年 - アンチモンは古代から知られていたが、アンチモンに関する初期の有名な文献は15世紀のベネディクト会の修道士B・バレンティヌスの著作『アンチモンの凱旋車』で、ヨハン・テルデによって1604年に出版された。

## 17世紀
年表：17世紀
- 1669年 - リンは錬金術師ヘニッヒ・ブラント（ドイツ）により発見。

## 18世紀
年表：18世紀
- 1737年 - コバルトはイェオリ・ブラント（スウェーデン）により発見。

コバルトの語源はドイツ語のKobold（コボルトという精霊）に由来。
- 1741年 - 白金はチャールズ・ウッド（英語版）、イギリス）が鉱石をイギリスのW・ブラウンリッヒに送った。その性質が調べられ1750年、王立学会で発表された。
- 1748年に出版された『南米諸王国紀行』でアントニオ・デ・ウジョーア（スペイン）はコロンビアのピント川の近くで発見されたプラチナ鉱石の存在をヨーロッパに紹介した。

プラチナの語源はスペイン語plata（銀）に縮小辞-inaを接尾したplatina（小さい銀）に由来。
- 1751年 - ニッケルは、アクセル・フレドリク・クルーンステット（スウェーデン）が鉱物紅砒ニッケル鉱（niccolite）より単離。
- 1753年 - ビスマスはクロード・F・ジョフロア（フランス）により発見。
- 1755年 - マグネシウムはジョゼフ・ブラック（スコットランド）により発見。1808年、ハンフリー・デービーにより単離。
- 1766年 - 水素はヘンリー・キャヴェンディッシュ（イギリス）により発見され、アントワーヌ・ラヴォアジエ（フランス）によって命名された。

Hydrogenの語はギリシャ語のὕδωρ（hýdōr、水）とγεννάω（gennáō、生む）に由来。
- 1772年 - 窒素はダニエル・ラザフォード（イギリス）により発見。
- 1774年
  - 酸素はジョゼフ・プリーストリー（イギリス）により発見。

Oxygenの語はギリシャ語のὀξύς（oxýs、鋭い、酸っぱい）とγεννάω（gennáō、生む）に由来。
  - バリウムはカール・ヴィルヘルム・シェーレ（スウェーデン）により発見。1808年、ハンフリー・デービーにより単離。

Bariumの語はギリシャ語のβαρύς（barýs、重い）に由来。
  - 塩素は、カール・ヴィルヘルム・シェーレ（スウェーデン）により発見。1810年、ハンフリー・デービーにより命名。
  - マンガンはヨハン・ゴットリーブ・ガーン（スウェーデン）により発見。
- 1778年 - モリブデンはカール・ヴィルヘルム・シェーレ（スウェーデン）により発見。
- 1782年 - テルルはミュラー・フォン・ライヒェンシュタイン（ルーマニア）により発見され、1798年にマルティン・ハインリヒ・クラプロート（ドイツ）によって命名された。

Telluriumの語はラテン語の単語tellus（地球）に由来。
- 1783年 - タングステンはファン・ホセ・デ・エルヤル（スペイン）およびファウスト・デ・エルヤル（スペイン）兄弟により発見。
- 1789年
  - ウランはマルティン・ハインリヒ・クラプロート（ドイツ）により発見。

Uraniumの語はŪranus（天王星）に由来。
  - ジルコニウムはマルティン・ハインリヒ・クラプロート（ドイツ）により発見。

Zirconiumの語はZircon（ジルコン、宝石）に由来。
- 1791年
  - チタンの化合物をウィリアム・グレゴール（イギリス）が発見。
- 1793年 - ストロンチウムはマルティン・ハインリヒ・クラプロート（ドイツ）により発見。1808年、ハンフリー・デービーにより単離。
- 1794年 - イットリウムはヨハン・ガドリン（フィンランド）により発見。

Yttriumの語はイッテルビー（スウェーデンにある村名）に由来。
- 1795年
  - チタンはマルティン・ハインリヒ・クラプロート（ドイツ）により発見。
- 1797年 -
  - クロムはルイ=ニコラ・ヴォークラン（フランス）により発見。
- 1798年 - ベリリウムは、ルイ=ニコラ・ヴォークラン（フランス）により発見。

## 19世紀
年表：19世紀
- 1801年
  - バナジウムはアンドレス・マヌエル・デル・リオ（スペイン）により発見、エリスロニウムと命名されたが、クロムではないかと指摘をうけて、撤回した。1830年にニルス・ガブリエル・セフストレームが再発見、北欧の女神の名前「バナジス」から命名。
  - ニオブはチャールズ・ハチェット（イギリス）により発見され「コロンビウム」と名付けられるが、1809年、ウイリアム・ハイド・ウォラストン（イギリス）によりタンタルであるとされ統合される。1846年、ハインリヒ・ローゼ（ドイツ）とジャン・マリニャック（スイス）によりニオブとして再発見され、1865年、アンリ・エティエンヌ・サント＝クレール・ドビーユ（Henri Sainte-Claire Deville、フランス）とL.トルースト（フランス）により確認され「コロンビウム」と同一であることが判明する。1949年、IUPACにより名称がニオブに統合される。

タンタルから再発見されたので、ギリシャ神話のΤάνταλος（Tantalos、タンタロス）の娘・Νιόβη（Nióbē、ニオベー）に由来。
- 1802年 - タンタルはアンデルス・エーケベリ（スウェーデン）により発見。
- 1803年
  - セリウムはマルティン・ハインリヒ・クラプロート（ドイツ）、イェンス・ベルセリウス（スウェーデン）、ウィルヘルム・ヒージンガー（スウェーデン）により発見。
  - ロジウムはウイリアム・ハイド・ウォラストン（イギリス）により発見。
  - パラジウムはウイリアム・ハイド・ウォラストン（イギリス）により発見。
  - オスミウムはスミソン・テナント（イギリス）により発見。

Osmiumの語はギリシャ語のὀσμή（osmé、におい）に由来。
  - イリジウムはスミソン・テナント（イギリス）により発見。
- 1807年
  - カリウムはハンフリー・デービー（イギリス）により発見。
  - ナトリウムはハンフリー・デービー（イギリス）により発見。
- 1808年
  - カルシウムはハンフリー・デービー（イギリス）により発見。

Calciumの語はラテン語のcalx（石灰）に由来。
  - ホウ素はジョセフ・ルイ・ゲイ=リュサック（フランス）とルイ・テナール（フランス）により発見。ハンフリー・デービー（イギリス）もほぼ同時に発見。
- 1811年 - ヨウ素はベルナール・クールトア （フランス）により発見。
- 1817年
  - リチウムはヨアン・オーガスト・アルフェドソン（スウェーデン）により発見。

Lithiumの語はギリシア語のλίθος（líthos、石）に由来。
  - カドミウムはフリードリヒ・シュトロマイヤー（ドイツ）とヘルマン（K.S.L Hermann）とがそれぞれ独自に発見。
  - セレンはイェンス・ベルセリウス（スウェーデン）により発見。
- 1823年 - ケイ素はイェンス・ベルセリウス（スウェーデン）により発見。
- 1825年 - アルミニウムはハンス・クリスティアン・エルステッド（デンマーク）により発見。
- 1826年 - 臭素はアントワーヌ・ジェローム・バラール（フランス）により発見。
- 1828年
  - トリウムはイェンス・ベルセリウス（スウェーデン）により発見。
- 1839年 - ランタンはカール・グスタフ・モサンデル（スウェーデン）により発見。
- 1843年
  - テルビウムはカール・グスタフ・モサンデル（スウェーデン）により発見。
  - エルビウムはカール・グスタフ・モサンデル（スウェーデン）により発見。
- 1844年 - ルテニウムはカール・クラウス（ロシア）により発見。
- 1860年
  - セシウム はロベルト・ブンゼン（ドイツ）により発見。
  - ルビジウム はロベルト・ブンゼン（ドイツ）により発見。
- 1860年 - タリウムはウィリアム・クルックス（イギリス）により発見。
- 1863年 - インジウムはフェルディナント・ライヒ（ドイツ）とテオドール・リヒター（ドイツ）により発見。
- 1868年 - ヘリウムはピエール・ジャンサン（フランス）とノーマン・ロッキャー（イギリス）とでそれぞれ独自に発見される。

Heliumの語はギリシャ語のἥλιος（hḗlios、日）に由来。
- 1875年 - ガリウムはポール・ボアボードラン（フランス）により発見。
- 1878年 - イッテルビウムはジャン・マリニャック（スイス）により発見。

Ytterbiumの語はYtterby（スウェーデンにある町名）に由来。
- 1879年
  - ツリウムはペール・テオドール・クレーベ（スウェーデン）により発見。
  - スカンジウムはラース・フレデリク・ニルソン（スウェーデン）により発見。
  - ホルミウムはマーク・ドラフォンテーヌ（スイス）とジャック=ルイ・ソレ（スイス）のチームとペール・テオドール・クレーベ（スウェーデン）とが独自に発見。命名はクレーベによる。
  - サマリウムはポール・ボアボードラン（フランス）により発見。
- 1880年 - ガドリニウムはジャン・マリニャック（スイス）により発見。
- 1885年
  - プラセオジムはカール・ヴェルスバッハ（オーストリア）により発見。

プラセオジムはギリシャ語のπράσιος（prásios、ネギ色の）とdydym（ジジム：発見された鉱石名、その語源はギリシャ語δίδυμος（dídymos、二重の））から。
  - ネオジムはカール・ヴェルスバッハ（オーストリア）により発見。

ネオジムはギリシャ語のνέος（néos、新しい）とdydym（ジジム、発見された鉱石名）から。
- 1886年
  - ゲルマニウムはクレメンス・ウィンクラー（ドイツ）により発見。
  - フッ素はアンリ・モアッサン（フランス）により発見。

fluorineの語はラテン語のfluor（流れ）に由来。
  - ジスプロシウムはポール・ボアボードラン（フランス）により発見。

Dysprosiumの語はギリシャ語のδυσπρόσιτος（dysprósitos、近付きがたい）に由来。
- 1894年 - アルゴンはウィリアム・ラムゼー（イギリス）により発見。

Argonの語はギリシャ語のἀργός（ārgós、働かない）に由来。
- 1898年
  - ネオンはウィリアム・ラムゼー（イギリス）により発見。

neonの語はギリシャ語のνέος（néos、新しい）に由来。
  - クリプトンはウィリアム・ラムゼー（イギリス）により発見。

Kryptonの語はギリシャ語のκρυπτός（kryptós、隠された）に由来。
  - キセノンはウィリアム・ラムゼー（イギリス）により発見。

Xenonの語はギリシャ語のξένος（xénos、余所者）に由来。
  - ラジウムはピエール・キュリー（フランス）およびマリ・キュリー（フランス）により発見。

Radiumの語はラテン語の放射、光線に由来。
  - ラドンはフリードリヒ・エルンスト・ドルン（ドイツ）により発見。

Radonの語はラジウムに由来。
  - ポロニウムはピエール・キュリー（フランス）およびマリ・キュリー（フランス）により発見。

Poloniumの語はポーランドに由来。
- 1899年 - アクチニウムはアンドレ=ルイ・ドビエルヌ（フランス）により発見。

## 20世紀
年表：20世紀
- 1901年 - ユウロピウムはウジェーヌ・ドマルセー（フランス）により発見。
- 1907年 - ルテチウムはジョルジュ・ユルバン（フランス）により発見。

Lutetiumの名はLutetia（パリの古名）に由来。
- 1917年 - プロトアクチニウムはリーゼ・マイトナー（オーストリア）とオットー・ハーン（ドイツ）により発見。
- 1923年 - ハフニウムはディルク・コスター（Dirk Coster、オランダ）とゲオルク・ド・ヘヴェシー（ハンガリー）により発見。

hafniumの名はコペンハーゲンのラテン名ハフニヤに由来。
- 1925年 - レニウムはワルター・ノダック（ドイツ）、イーダ・タッケ（ドイツ）、オットー・ベルグ（Otto Berg、ドイツ）により発見。

レニウムはライン河にちなむ。
- 1937年 - テクネチウムはカルロ・ペリエ（Carlo Perrier、イタリア）とエミリオ・セグレ（イタリア）により発見。
- 1939年 - フランシウムはマルグリット・ペレー（フランス）により発見。

フランシウムの名はフランスから。
- 1940年
  - アスタチンはカリフォルニア大学バークレー校（アメリカ）で Dale R. Corson、K.R.Mackenzie、エミリオ・セグレにより発見。
  - ネプツニウムは、カリフォルニア大学バークレー校（アメリカ合衆国）でエドウィン・マクミランと フィリップ・アベルソン により発見。
- 1941年 - プルトニウムはカリフォルニア大学バークレー校（アメリカ合衆国）でグレン・シーボーグ（アメリカ）、エドウィン・マクミラン、Arthur C. Wahl、Joseph W. Kennedy、エミリオ・セグレにより発見。
- 1944年 - キュリウムは、カリフォルニア大学バークレー校（アメリカ合衆国）及びシカゴ大学（アメリカ）でグレン・シーボーグ、Ralph A. James、アルバート・ギオルソ（Albert Ghiorso）により発見。
- 1945年
  - アメリシウムはシカゴ大学（アメリカ）でグレン・シーボーグ、Leon O. Morgan、Ralph A. James、アルバート・ギオルソにより発見。
  - プロメチウムはJacob A. Marinsky（アメリカ）、Lawrence E. Glendenin（アメリカ）、Charles D. Coryell（アメリカ）により発見。
- 1949年 - バークリウムはカリフォルニア大学バークレー校（アメリカ）でグレン・シーボーグ、アルバート・ギオルソ、Stanley G. Thompson、Kenneth Street Jr.により発見。
- 1950年 - カリホルニウムはカリフォルニア大学バークレー校（アメリカ）でグレン・シーボーグ、アルバート・ギオルソにより発見。
- 1952年 - アインスタイニウムはカリフォルニア大学バークレー校（アメリカ）でアルバート・ギオルソ、ロスアラモス国立研究所（アメリカ合衆国）でグレッグ・チョッピン（Greg R. Choppin）、アルゴンヌ国立研究所（アメリカ）とがそれぞれ独自に発見。
- 1953年 - フェルミウムはカリフォルニア大学バークレー校（アメリカ）でアルバート・ギオルソ、ロスアラモス国立研究所（アメリカ合衆国）、アルゴンヌ国立研究所（アメリカ）とがそれぞれ独自に発見。
- 1955年 - メンデレビウムは、カリフォルニア大学バークレー校（アメリカ）でアルバート・ギオルソ、グレン・シーボーグ、Evans G. Valens、Bernard Harvey、グレッグ・チョッピンにより発見。
- 1958年 - ノーベリウムはノーベル物理学研究所（スウェーデン）により発見。但し現在では1958年のカリフォルニア大学バークレー校（アメリカ）でアルバート・ギオルソ、グレン・シーボーグ、John R. Walton、Torbørn Sikkelandによる発見が正式とされる。

Nobeliumの語はAlfred Nobel（アルフレッド・ノーベル）に由来。
- 1961年 - ローレンシウムはカリフォルニア大学バークレー校（アメリカ）でアルバート・ギオルソ、Torbjorn Sikkeland、Almon Larsh、Robert M. Latimerにより発見。

Lawrenciumの語はErnest Lawrence（アーネスト・ローレンス）に由来。
- 1964年 - ラザホージウムはドブナ原子核共同研究所（ソ連）により発見。但し現在では1969年のカリフォルニア大学バークレー校（アメリカ）でアルバート・ギオルソらによる発見が正式とされる。

ラザホージウムはアーネスト・ラザフォードに因む。
- 1970年 - ドブニウムはカリフォルニア大学バークレー校（アメリカ）でアルバート・ギオルソらにより発見。

Dubniumの語はロシアの地名Dubnaに由来。
- 1974年 - シーボーギウムはドブナ原子核共同研究所（ソ連）により発見。但し現在では1974年のカリフォルニア大学バークレー校（アメリカ）でアルバート・ギオルソらによる発見が正式とされる。
- 1976年 - ボーリウムはドブナ原子核共同研究所（ソ連）でY. Oganessian らにより発見。但し現在では1981年の重イオン研究所（ドイツ）でペーター・アルムブルスター（Peter Armbruster）とゴットフリート・ミュンツェンベルク（Gottfried Münzenberg）による発見が正式とされる。
- 1982年 - マイトネリウムは重イオン研究所（ドイツ）でペーター・アルムブルスターとゴットフリート・ミュンツェンベルクにより発見。

マイトネリウムはリーゼ・マイトナーに因む。
- 1984年 - ハッシウムは重イオン研究所（ドイツ）でペーター・アルムブルスターとゴットフリート・ミュンツェンベルクより発見。
- 1994年
  - ダームスタチウムは重イオン研究所（ドイツ）でジクルト・ホフマン（Sigurd Hofmann）、ヴィクトル・ニノフらにより発見。
  - レントゲニウムは重イオン研究所（ドイツ）でジクルト・ホフマン、ヴィクトル・ニノフらにより発見。
- 1996年 - コペルニシウムは重イオン研究所（ドイツ）でジクルト・ホフマン、ヴィクトル・ニノフらにより発見。
- 1999年 - フレロビウムはドブナ原子核共同研究所（ロシア）により発見。
- 2000年 - リバモリウムはドゥブナ合同原子核研究所（ロシア）により発見。

## 21世紀
年表：21世紀
- 2003年 - オガネソンはローレンスバークリー国立研究所（アメリカ）により発見。
- 2004年
  - ニホニウムはドゥブナ合同原子核研究所（ロシア）とローレンス・リバモア国立研究所（アメリカ）の合同研究チームと理化学研究所（日本）とがそれぞれ独自に発見。
  - モスコビウムはドゥブナ合同原子核研究所（ロシア）とローレンス・リバモア国立研究所（アメリカ）の合同研究チームにより発見。
- 2009年 - テネシンはドゥブナ合同原子核研究所（ロシア）により発見。